# Ryszard Rydzewski
Ryszard Rydzewski est un réalisateur, scénariste et acteur polonais né le 1er octobre 1928 à Wołkowysk en Pologne (aujourd'hui Vawkavysk en Biélorussie) et mort le 28 février 2014.

## Filmographie

### comme réalisateur
- 1977 : Zanim nadejdzie dzien
- 1978 : Akwarele
- 1984 : Alabama
- 1984 : Dzien kolibra
- 1986 : Menedzer
- 1987 : Podwójne calypso (TV)
- 1988 : Trzy kroki od milosci

### comme scénariste
- 1975 : Dom moich synów (TV)
- 1978 : Akwarele
- 1987 : Podwójne calypso (TV)

### comme acteur
- 1978 : Akwarele : Film Director